# Jakob Ulfsson

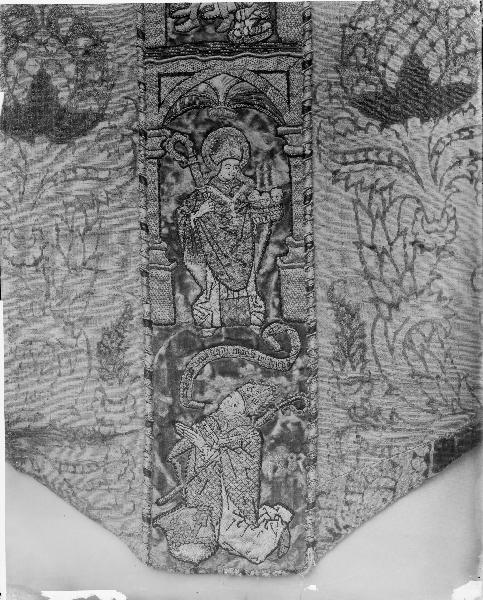
Broderi på mässhake från 1400-talet i Uppsala domkyrka. Mässhaken är sydd i sammetsbrokad i grönt och guld med ett stort granatäpplemönster, den är italiensk från 1400-talets andra hälft. Den har en infälld figurbård med broderier i guld och silke. Albert Pärlstickarens verkstad, 1482. Längst ner syns Jakob Ulfsson, mässhakens donator. Källa: Kulturmiljöbild (KMB), Riksantikvarieämbetet.

Jakob Ulfsson, född på 1430-talet (eventuellt 1439 eller omkring 1440, se även nedan) på Hacksta gård i Hacksta socken i Trögds härad i västra Uppland, död våren 1521, och begraven i Uppsala domkyrka, var en svensk ärkebiskop av Uppsala stift 1469–1515 samt därigenom överhuvud för kyrkoprovinsen i Sverige. Genom sina 46 år på posten blev han den som har innehaft detta ämbete under längst tid. 
Jakob Ulfsson var bland annat den drivande kraften bakom grundandet av Uppsala universitet 1477 och även ansvarig för boktryckarkonstens införande i Sverige på 1480-talet.

## Biografi
Jakob Ulfsson föddes i Trögd på 1430-talet (på minnestavlan i Uppsala domkyrka står årtalet 1421 men detta torde vara felaktigt, det är snarare närmare 1435), död på våren 1521 (Åsbrink och Westman anger tidpunkten till "före midsommar").  Han var enligt egna uppgifter såväl på fädernet som på mödernet av frälsesläkt, men några bevis för detta kan inte återfinnas.   
Han förde i sin sköld en gyllene örnfot med vita fjädrar i ett blått fält. Denna sköld kan i dag studeras i en rad av de kyrkor i Uppland som Albertus Pictor målade, till exempel Helga Trefaldighets kyrka i Uppsala. I Yttergrans kyrka finns ett porträtt av Ulfsson, där han knäfaller över sin vapensköld med en örnklo. Albertus Pictor har återgett honom på en pärlstickad mässhake, som visas i Uppsala domkyrkas museum. 
Jakob Ulfsson började studera vid Universitetet i Rostock 1457 och promoverades så småningom till magister i Rom. 
Han blev sedan ärkedjäkne i Växjö. Åren 1465–1470 vistades han vid den påvliga kurian i Rom. Påven Paulus II utsåg honom till ärkebiskop i Uppsala, varvid Tord Pedersson Bonde blev förbigången. Den 15 april 1470 vigde ärkebiskop Simon av Antibar Ulfsson till svensk ärkebiskop, på påvens uppdrag, efter Jöns Bengtsson (Oxenstierna), som hade avlidit 1467. Vigningen ska ha skett i Birgittinordens klosterkyrka i Rom. När Jakob Ulfsson återvände till Sverige föranstaltade han att heliga Birgittas fest skulle firas över hela riket. År 1482 tillät påven Sixtus IV skrinläggning och saligförklaring av Birgittas dotter Katarina. 
Som ärkebiskop var Jakob Ulfsson ledande i riksrådet. I den politiska maktkampen hörde han till dem som motarbetade Sturarna. Efter kriget mot Ryssland 1495–1497 krävde han riksföreståndaren Sten Sture den äldres avgång. Denne utsatte därpå ärkebiskopens borg Almarestäket för belägring i juni 1497. Ärkebiskopen svarade med att bannlysa Sten Sture. När den danska flottan anlände till Stockholm i augusti samma år tvingades Sten Sture avbryta belägringen och i oktober avgå som riksföreståndare. 
Jakob Ulfsson var den drivande kraften bakom grundandet av Uppsala universitet 1477 och under hans tid som ärkebiskop kom universitetets första blomstringstid. Han var även ansvarig för boktryckarkonstens införande i Sverige på 1480-talet. Under hans långa tid som ärkebiskop blev ofta Biskops-Arnö mötesplats för politiska överläggningar. Stormännens skilda fraktioner skulle om möjligt samordnas med kyrkans makt och kungens. Arnö passade allas syften väl och ärkebiskopen utvecklade stor diplomati. 
När han 1515 hade avgått från sitt ämbete, valde han också att bosätta sig på Arnö. Han slutade dock inte med sin politiska och diplomatiska verksamhet och kan ha varit på väg att återinsättas efter fängslandet av hans efterträdare Gustav Trolle. Efter slaget på Åsundens is brändes dock borgen på Arnö under senvintern 1520 av friskaror, som tidigare hade slagits under Sten Sture den yngre varvid Jakob Ulfsson togs tillfånga.
När han blev fri, bosatte han sig i kartusianerklostret i Mariefred. Det var han som hade medverkat till att kartusianerna över huvud taget kom till Sverige, och sin fädernegård Hacksta i Uppland, testamenterade han 1497 till kartusianklostret i Mariefred.
I detta kloster fick han sluta sina dagar och avled där 1521. Enligt Andreas Rhyzelius biskopskrönika flyttades hans "redan förmultnade kropp" från Mariefreds kloster genom ärkebiskopen Johannes Magnus försorg 1526 till Uppsala domkyrka och fick en plats "mellan vårfrukoret och domkyrkans horologium".

## Jakob Ulfssons ätt
Jakob Ulfssons ätt är inte ett helt vedertaget konventionellt namn, men förekommer ibland som beteckning för Jakob Ulfsson och hans systrar: Margareta Ulfsdotter, gift med väpnaren Gjord Petersson (Schack av Skylvalla),   och en till namnet okänd syster, gift med 1) Erik Johansson (Ulfsax) och gift med 2) Nils Magnusson, (Plata).

## Bilder
Jakob Ulfsson har porträtterats dels på en skrud i domkyrkan i Uppsala, och dels i en kalkmålning av Albertus Pictor i Yttergrans kyrka, Håbo kommun, Uppsala län. Skruden är en praktfull dräkt, som används vid festliga tillfällen eller högtidliga ceremonier. I båda bilderna knäböjer han bakom sin vapensköld, vilket även finns med i många av Albertus Pictors andra målningsutsmyckningar. Skölden med örnfoten vill säga att dessa porträtt har utförts under hans ärkebiskopstid, medan hans stiftarbild i Yttergrans kyrka visar att han bekostat Albertus Pictors målningar i Yttergrans kyrka nära hans gård på Biskops-Arnö. 

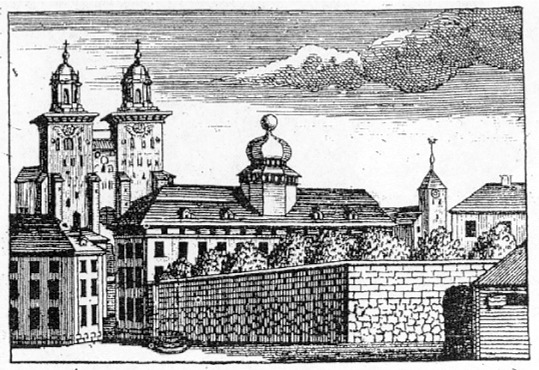
Jakob Ulfsson grundade Uppsala universitet 1477.
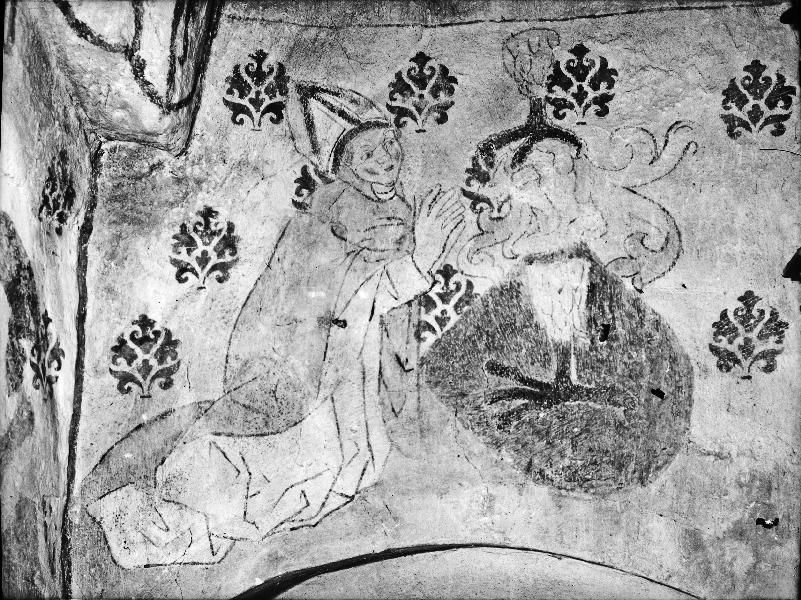
Jakob Ulfsson (Örnfot), ärkebiskop i Uppsala 1470–1515, väggmålning i Yttergrans kyrka av Albertus Pictors skola. Kulturmiljöbild (KMB), Riksantikvarieämbetet.
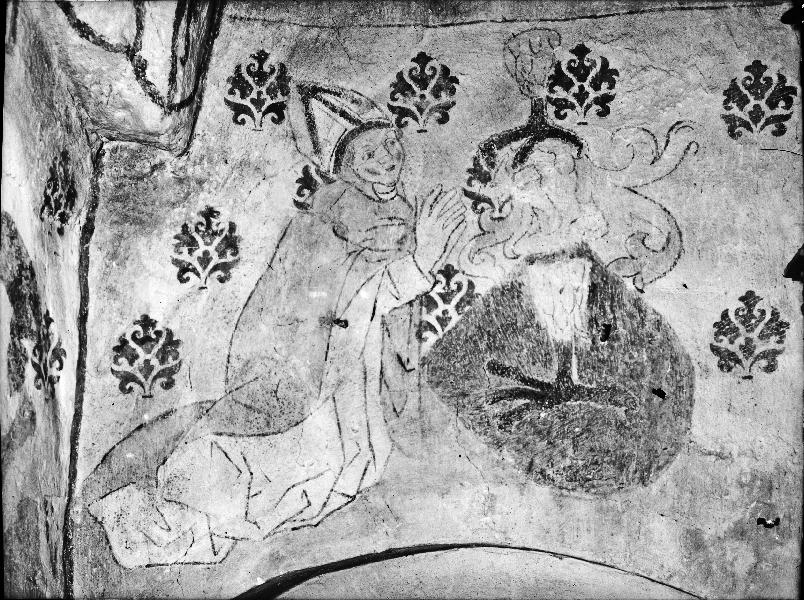
Väggmålningen i Yttergrans kyrka. Jakob Ulfsson med sitt vapen, örnfoten, på korets östra vägg. Fotograf: Iwar Anderson, Kulturmiljöbild (KMB), Riksantikvarieämbetet.
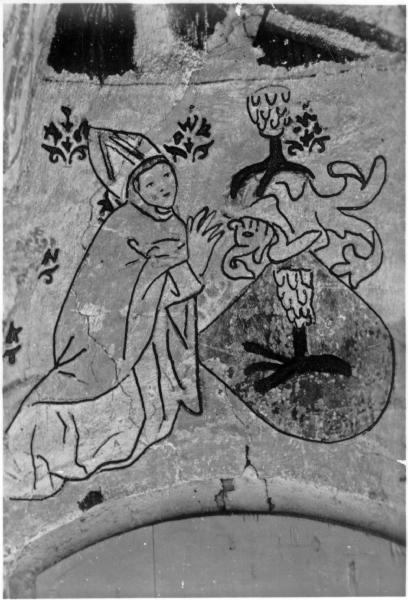
En annan version av bilden. Kulturmiljöbild (KMB), Riksantikvarieämbetet.
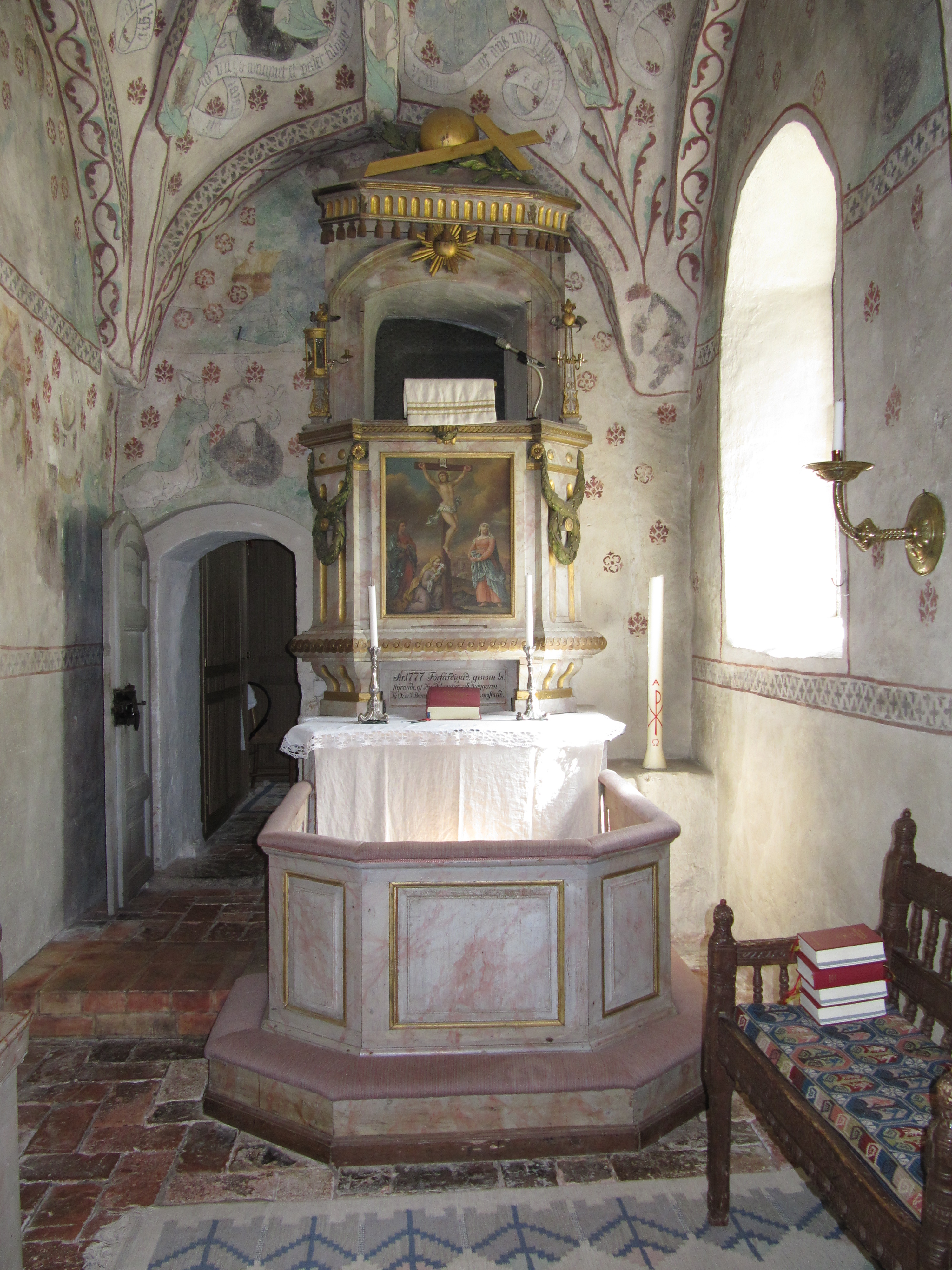
Väggmålning i Yttergrans kyrka med kor och altare, till vänster om predikstolen syns porträttet av ärkebiskop Jakob Ulfsson (Örnfot) i grön mantel. Han bekostade målningarna i denna kyrka.
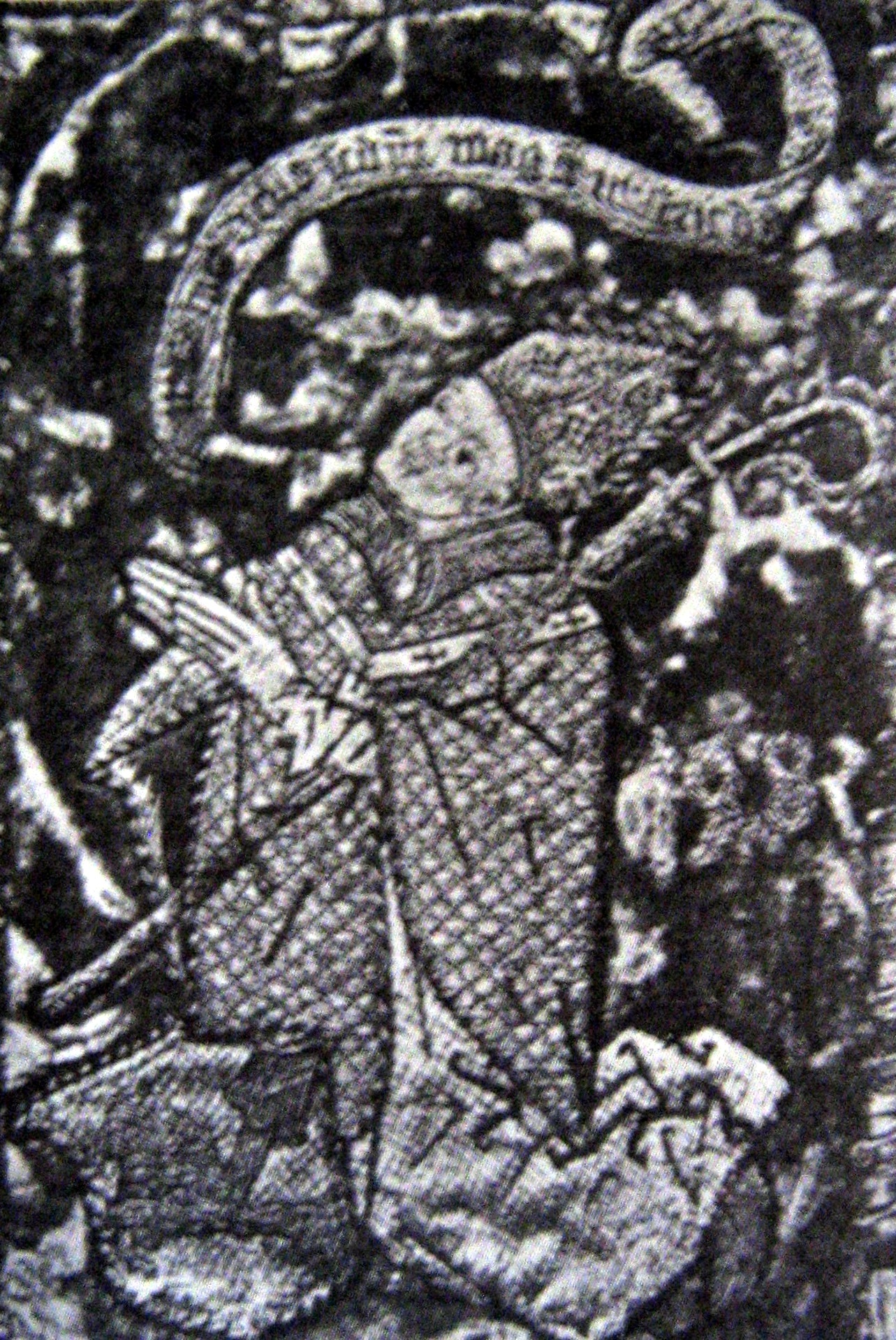
Broderi på mässhake från 1400-talet i Uppsala domkyrka föreställande Jakob Ulfsson. Möjligen av Albertus Pictor. Bilden är ett utsnitt av mässhaken. Källa: Svensk Uppslagsbok.